# Идзуми, Фука
Фука Идзуми (яп. 和泉 風花 Идзуми Фу:ка, род. 11 января, префектура Айти, Япония) — японская сэйю.

## Биография
Фука Идзуми родилась 11 января в префектуре Айти. Заинтересовалась профессией сэйю после просмотра аниме-сериала Gintama, будучи поклонницей журналов линейки Jump. Поначалу Идзуми сомневалась в том, что сможет начать карьеру сэйю, но после поступления в старшую школу решила, что именно этим и хочет заниматься. На неё также повлияла работа Мию Ирино в аниме-сериале Haikyu!!. В период учёбы в старшей школе Идзуми работала менеджером плавательной секции, при этом не являясь её официальным членом; впоследствии она назвала себя «призрачным членом секции».
После обучения в Японском институте актёрского нарративного искусства (яп. 日本ナレーション演技研究所 Нихон нарэ:сён энги кэнкю:-дзё) заключила контракт с агентством талантов VIMS и в 2018 году начала карьеру сэйю. В 2019 году она озвучила персонажей в таких проектах, как аниме-сериал Z/X Code reunion и компьютерные игры Kemono Friends 3 и Magia Record: Puella Magi Madoka Magica Gaiden. Помимо озвучивания, Идзуми также поучаствовала в певческих сэйю-коллективах SHiFT для Z/X и Hanamaru Animal для Kemono Friends.
В мае 2022 года Идзуми сыграла роль начинающего идола Килалы Килы в двенадцатой серии токусацу-дорамы Avataro Sentai Donbrothers и исполнила от лица своего персонажа песню «Kilala Smile» (яп. キララ・スマイル Кирара сумайру), которая была выпущена в формате цифрового сингла 22 мая. 31 августа этого же года покинула VIMS и вскоре подписала контракт с компанией Amuse. В конце февраля 2023 года получила роль Рин Риндо в оригинальном аниме-сериале Highspeed Etoile (2024), а в августе этого же года — роль Утэны Хиираги/Волшебницы Бейсер в Gushing over Magical Girls (2024); в рамках последнего Идзуми совместно с Аой Когой и Сиори Сугиурой исполнила закрывающую музыкальную тему «Togetoge Sadistic» (яп. とげとげサディスティック Тогэтогэ садисутикку, «Шипастая садистка»). В аниме «Моя подруга-олениха Ноко-тан» (2024) Идзуми озвучила Мэмэ Басямэ и совместно с сэйю трёх других главных героинь исполнила открывающую тему «Shikairo Days» (яп. シカ色デイズ Сикаиро дэйдзу, «Оленьи дни»).

## Избранная фильмография

### Аниме-сериалы
2019
- Z/X Code reunion — Икуко Кандзаки

2020
- Tamayomi — Ямада

2021
- Suppose a Kid from the Last Dungeon Boonies Moved to a Starter Town — Берри

2023
- Ao no Orchestra — первогодка старшей школы «Умимаку», Судзуки
- I Shall Survive Using Potions! — Кошер
- Kawagoe Boys Sing — Сиори Ибарато

2024
- 2.5 Dimensional Seduction — Аканэ
- Dahlia in Bloom — Лючия Фано[15]
- Gushing over Magical Girls — Утэна Хиираги/Волшебница Бейсер[11]
- Highspeed Etoile — Рин Риндо[10]
- «Моя подруга-олениха Ноко-тан» — Мэмэ Басямэ[13]

2025
- Flower and Asura — Ан Нацуэ[16]
- PuniRunes Puni 3 — Джуэлран[17]

### Аниме-фильмы
- 2024 — A Few Moments of Cheers — Эми Накагава[18]
- 2025 — Virgin Punk — Аяно Андриетт[19]

### Компьютерные игры
- 2019 — Kemono Friends 3 — красная волчица Дору[20]
- 2019 — Magia Record: Puella Magi Madoka Magica Gaiden — Хикару Кирари[21]
- 2020 — Re:Stage! Prism Step — Асахи Хината
- 2021 — Black Surgenight — Даунс[22]
- 2021 — Disgaea 6: Defiance of Destiny — Пиёри Нидзино[23]
- 2024 — Card-en-Ciel — Сэра Сайренесс[24]
- 2024 — Uma Musume Pretty Derby — Буэна Виста[25]

### Другие роли
- 2022 — токусацу-дорама Avataro Sentai Donbrothers (12-я серия) — Килала Кила[7]
- 2023 — спектакль Kageki Shojo!! — Тиаки Савада[26]

## Награды и номинации
| Год  | Награда               | Результат  | Категория                                                      | Работа                                            | Прим.  |
| ---- | --------------------- | ---------- | -------------------------------------------------------------- | ------------------------------------------------- | ------ |
| 2025 | Anime Trending Awards | 12-е место | Опенинг года (вместе с Мэгуми Хан, Руй Танабэ и Саки Фудзитой) | «Shikairo Days» из Shikanoko Nokonoko Koshitantan | [ 27 ] |